# Neoliodes
Neoliodes – rodzaj roztoczy z kohorty mechowców i rodziny Neoliodidae.
Rodzaj ten został opisany w 1888 roku przez Antonia Berlesego. Gatunkiem typowym wyznaczono Notaspis theleproctus. Znany też pod nazwą Liodes pod którą opisany został już w 1826 roku, jednak nazwa ta została uznana za niepoprawną.
Mechowce te mają tarczki genitalne z poprzecznym szwem, a grzbietową część notogaster wypukłą i urzeźbioną. Nie posiadają lamellarnych, natomiast analne występują w liczbie 3 par.
Rodzaj kosmopolityczny.
Należy tu 39 opisanych gatunków:
- Neoliodes alatus (Hammer, 1979)
- Neoliodes backstroemi Trägårdh, 1931
- Neoliodes bataviensis Sellnick, 1925
- Neoliodes canaliculatus (Koch, 1839)
- Neoliodes capensis Berlese, 1910
- Neoliodes concentricus (Say, 1821)
- Neoliodes elongatus (Fernández, Marcangeli et Martínez, 1995)
- Neoliodes eques (Canestrini, 1897)
- Neoliodes floridensis Banks, 1906
- Neoliodes funafutiensis (Jacot, 1929)
- Neoliodes globosus (Subías et Gil-Martín, 1990)
- Neoliodes hawaiiensis (Jacot, 1929)
- Neoliodes ionicus Sellnick, 1931
- Neoliodes kornhuberi (Karpelles, 1884)
- Neoliodes lamellatus (Rainbow, 1897)
- Neoliodes lanceosetosus (Wallwork, 1977)
- Neoliodes lawrencei  Jacot, 1940
- Neoliodes longipes  Berlese, 1916
- Neoliodes marplatensis  (Fernández, Marcangeli et Martínez, 1995)
- Neoliodes mauritius (Jacot, 1936)
- Neoliodes modestior Berlese, 1916
- Neoliodes nigricans (Hammer, 1967)
- Neoliodes notactis (Gervais, 1849)
- Neoliodes ocellatus Pearce, 1906
- Neoliodes polysetosus (Sitnikova, 1975)
- Neoliodes porcellus Berlese, 1888
- Neoliodes pyramidalis (Wallwork, 1963)
- Neoliodes ramosus (Hammer, 1971)
- Neoliodes rugosus Warburton, 1912
- Neoliodes segestris (Wallwork, 1963)
- Neoliodes silvestris (Hammer, 1977)
- Neoliodes sqamiger Berlese, 1916
- Neoliodes striatus Warburton, 1912
- Neoliodes swezeyi (Jacot, 1929)
- Neoliodes terrestris (Wallwork, 1963)
- Neoliodes theleproctus (Hermann, 1804)
- Neoliodes vermiculatus Jacot, 1924
- Neoliodes wakensis (Jacot, 1929)
- Neoliodes zimmermanni (Sellnick, 1959)